# Liste der Baudenkmale in Luckau (Wendland)
In der Liste der Baudenkmale in Luckau (Wendland) sind alle Baudenkmale der niedersächsischen Gemeinde Luckau aufgelistet. Der Stand der Liste ist der 24. Oktober 2021.

## Luckau

### Gruppen baulicher Anlagen in Luckau
| Lage                                   | Bezeichnung | Beschreibung | ID       | Bild |
| -------------------------------------- | ----------- | ------------ | -------- | ---- |
| Am Anger 9 52° 55′ 43″ N, 11° 2′ 58″ O | Hofanlage   |              | 39598989 | BW   |

### Einzeldenkmal in Luckau
| Lage                                    | Bezeichnung                                    | Beschreibung | ID       | Bild           |
| --------------------------------------- | ---------------------------------------------- | --- | -------- | -------------- |
| Am Anger 7 52° 55′ 43″ N, 11° 2′ 56″ O  | Kapelle                                        | Schlichter Saalbau in Feldsteinmauerwerk, einige Stellen in Backsteinmauerwerk ausgebessert. Unter Satteldach in roter Hohlpfannendeckung. Westturm mit querrechteckigem Grundriss unter schiefergedecktem Pyramidendach. Eingang in spitzbogiger Türöffnung in der Südfassade. Davor als Trittstein Grabplatte von 1698. Alle Fenster und Türöffnungen sowie Blendnischen mit Backsteinlaibungen. Errichtet im 14. Jahrhundert. | 30874015 | Weitere Bilder |
| Am Anger 9 52° 55′ 42″ N, 11° 2′ 57″ O  | Wohn- und Wirtschaftsgebäude                   | Giebelständiges Vierständerhaus in Fachwerk mit Backsteinausfachung und unter Halbwalmdach in Schieferdeckung; zweigeschossiges Wohnende. Errichtet 1887 (i). | 30873979 | BW             |
| Am Anger 9 52° 55′ 43″ N, 11° 2′ 59″ O  | Scheune                                        | Fachwerkgebäude mit Backsteinausfachung; unter Satteldach. Errichtet 1853 (i). | 39598963 | BW             |
| Am Anger 11 52° 55′ 42″ N, 11° 2′ 58″ O | Wohn- und Wirtschaftsgebäude                   | Giebelständiges Vierständerhaus in Fachwerk und unter Halbwalmdach In Krempziegel- und Hohlpfannendeckung; Wohnende zweigeschossig. Errichtet 1887 (i). | 30873961 | BW             |
| Am Anger 17 52° 55′ 40″ N, 11° 3′ 0″ O  | Wohnhaus mit fassdaenbezogenen Baumbepflanzung | Traufständiger, zweigeschossiger Fachwerkbau mit Backsteinausfachung unter Satteldach in Schieferdeckung. Errichtet wohl 1885. | 30874918 | BW             |

## Beesem

### Gruppen baulicher Anlagen in Beesem
| Lage                       | Bezeichnung     | Beschreibung | ID       | Bild           |
| -------------------------- | --------------- | --- | -------- | -------------- |
| 52° 55′ 36″ N, 11° 1′ 2″ O | Rundling Beesem | Der Rundling Beesem wird gebildet durch traditionelle Hallenhäuser in Vierständerkonstruktion des 19. Jahrhunderts, die giebelständig zum Dorfplatz stehen, sowie einige rückwärtig liegende Nebengebäude. | 30827811 | Weitere Bilder |

### Einzeldenkmal in Beesem
| Lage                               | Bezeichnung                  | Beschreibung | ID       | Bild |
| ---------------------------------- | ---------------------------- | --- | -------- | ---- |
| Nr. 1 52° 55′ 37″ N, 11° 1′ 1″ O   | Gasthaus                     | Zweigeschossiges Kalksandsteingebäude unter ziegelgedecktem Satteldach. Ziergliederungen in Backstein. Rückwärtig eingeschossiger Saalbau unter flachgeneigtem Satteldach in Pappdeckung. Errichtet um 1910. | 35514817 | BW   |
| Nr. 2 52° 55′ 37″ N, 11° 1′ 1″ O   | Wohn-/Wirtschaftsgebäude     | Zum Dorfplatz giebelständiges Vierständerbau in Fachwerk mit Backsteinausfachung unter Satteldach in Ziegeldeckung. Zweigeschossig erweitertes Wohnende. Errichtet 1845 (i). Dielentor 1998 (i) wieder freigelegt. | 39598136 | BW   |
| Nr. 2 52° 55′ 38″ N, 11° 1′ 3″ O   | Scheune                      | Längsdurchfahrtsscheune in Fachwerk mit Backsteinausfachung und unter Satteldach in Krempziegeldeckung; ausmittige Längsdiele und dritte Ständerreihe im Inneren. Errichtet 1869 (i). | 30874734 | BW   |
| Nr. 3 52° 55′ 37″ N, 11° 1′ 1″ O   | Wohn- und Wirtschaftsgebäude | Zum Dorfplatz giebelständiges Vierständerhaus in Fachwerk mit Backsteinausfachung und unter Satteldach in roter Hohlpfannendeckung; Wohnende erweitert. Errichtet 1865 (i). | 30874792 | BW   |
| Nr. 3 52° 55′ 37″ N, 11° 1′ 4″ O   | Längsscheune                 | Fachwerkbau in Vierständerkonstruktion mit Backsteinausfachung; unter Satteldach; die Scheune wurde offenbar nach Nordosten nachträglich verlängert. Errichtet 1872 (i). | 30874771 | BW   |
| Nr. 5 52° 55′ 35″ N, 11° 1′ 2″ O   | Wohn- und Wirtschaftsgebäude | Großes, zum Dorfplatz giebelständiges Vierständerhaus in Fachwerk mit Backsteinausfachung und unter Satteldach; rote Hohlpfannendeckung über dem Wirtschaftsteil; schwarz engobierte Hohlpfannen über dem zweigeschossigen Wohnende. Errichtet 1902 (i) und damit ein sehr spätes Beispiel der Anwendung tradierter Formen. | 30874753 | BW   |
| Nr. 6 52° 55′ 34″ N, 11° 1′ 1″ O   | Wohn- und Wirtschaftsgebäude | Zum Dorfplatz giebelständiges Vierständerhaus in Fachwerk mit Backsteinausfachung; unter Satteldach. Errichtet 1857 (i). | 30874716 | BW   |
| Nr. 8 52° 55′ 35″ N, 11° 0′ 59″ O  | Wohn- und Wirtschaftsgebäude | Zum Dorfplatz giebelständiges Vierständerhaus in Fachwerk mit Backsteinausfachung und unter Satteldach in Krempziegeldeckung. Errichtet 1858 (i). | 30874698 | BW   |
| Nr. 10 52° 55′ 35″ N, 11° 0′ 55″ O | Scheune                      | Fachwerkbau mit Backsteinausfachung und unter ziegelgedecktem Satteldach. Mit zwei Einfahrtstoren. Errichtet um 1900. | 39598071 | BW   |
| Nr. 11 52° 55′ 36″ N, 11° 0′ 54″ O | Scheune                      | Fachwerkbau mit Backsteinausfachung unter Satteldach; leicht ausmittige Längsdiele; Wagenremise rechts daneben. Errichtet 1848 (i). | 30874680 | BW   |
| Nr. 12 52° 55′ 37″ N, 11° 0′ 57″ O | Wohn- und Wirtschaftsgebäude | Zum Dorfplatz giebelständiges Vierständerhaus in Fachwerk mit Backsteinausfachung; unter Satteldach. Errichtet 1829 (i). | 30874500 | BW   |
| Nr. 13 52° 55′ 42″ N, 11° 0′ 56″ O | Wohn- und Wirtschaftsgebäude | Giebelständiges Vierständerhaus in Fachwerk mit Backsteinausfachung und unter Satteldach in Krempziegeldeckung. Errichtet 1855 (i). | 30874662 | BW   |

## Bülitz

### Gruppen baulicher Anlagen in Bülitz
| Lage                                                                | Bezeichnung                                                 | Beschreibung | ID       | Bild |
| ------------------------------------------------------------------- | ----------------------------------------------------------- | --- | -------- | --- |
| Nordwestlicher Ortsrand 52° 55′ 42″ N, 11° 1′ 27″ O                 | St. Martin Kirche mit umgebender Grünanlage und Einfriedung | Die nordwestlich des Rundlings gelegene St. Martin-Kirche von Bülitz ist umgeben vom Dorffriedhof, der wiederum von einer steinernen Einfriedung umfasst ist. | 30827831 | |
| Nr. 12, 13 (heute: "Nr. 33 und Nr. 31") 52° 55′ 38″ N, 11° 1′ 35″ O | Zwei Hofanlagen                                             | Die Hofanlagen Bülitz Nr. 31 und 33 bilden die Überreste des ehemaligen Rundlingsdorfes. Beide Hofstellen besitzen zum Dorfplatz giebelständige Haupthäuser in Form von Vierständerbauten des 19. Jahrhunderts und sektorförmige Grundrissparzellen; bei der Hofanlage Nr. 33 hat sich zusätzlich eine Scheune im rückwärtigen Grundstücksbereich erhalten. Es handelt sich um die ehemaligen Hofstellen Nr. 12 (33) und 13 (31). | 30827842 | [[Vorlage:Bilderwunsch/code!/C:52.927236,11.026421!/D:Nr. 12, 13 (heute: "Nr. 33 und Nr. 31") , Zwei Hofanlagen!/\|BW]] |

### Einzeldenkmal in Bülitz
| Lage                                                 | Bezeichnung                  | Beschreibung | ID       | Bild |
| ---------------------------------------------------- | ---------------------------- | --- | -------- | --- |
| Nordwestlicher Ortsrand 52° 55′ 42″ N, 11° 1′ 29″ O  | Kirche                       | Spätgotischer Kirchturm aus Feldsteinen, klassizistisches Kirchenschiff aus unverputzten Backsteinen auf einem Fundament aus Feldsteinen von 1837                                                                                                   | 30874641 | Weitere Bilder |
| Nr. 12 (heute: "Nr. 33") 52° 55′ 37″ N, 11° 1′ 37″ O | Wohn- und Wirtschaftsgebäude | Zum Dorfplatz giebelständiges Vierständerhaus in Fachwerk mit Backsteinausfachungen; Satteldach in Hohlpfannendeckung. Errichtet 1863 (i). Ehemalige Hofstelle Nr. 12.                                                                              | 30874620 | [[Vorlage:Bilderwunsch/code!/C:52.92691,11.02688!/D:Nr. 12 (heute: "Nr. 33") , Wohn- und Wirtschaftsgebäude!/\|BW]] |
| Nr. 12 (heute: "Nr. 33") 52° 55′ 35″ N, 11° 1′ 36″ O | Rückwärtige Längsscheune     | Fachwerkbau mit Lehmstakung und unter Satteldach in Reetdeckung; ausmittige Längsdurchfahrt. Errichtet 1811 (i). | 30874599 | [[Vorlage:Bilderwunsch/code!/C:52.92644,11.02673!/D:Nr. 12 (heute: "Nr. 33") , Rückwärtige Längsscheune!/\|BW]]     |
| Nr. 13 (heute: "Nr. 31") 52° 55′ 37″ N, 11° 1′ 36″ O | Wohn- und Wirtschaftsgebäude | Zum Dorfplatz giebelständiges Vierständerhaus in Fachwerk mit Backsteinausfachung und unter Satteldach in roter Hohlpfannendeckung; zweigeschossiges Wohnende. Errichtet 1880 (i). Ehemalige Hofstelle Nr. 13.                                      | 30874578 | [[Vorlage:Bilderwunsch/code!/C:52.92704,11.02663!/D:Nr. 13 (heute: "Nr. 31") , Wohn- und Wirtschaftsgebäude!/\|BW]] |
| Nr. 17 (heute: "Nr. 19") 52° 55′ 41″ N, 11° 1′ 28″ O | Ehemalige Schule             | Vierständerhaus in Fachwerk mit Backsteinausfachung und unter Satteldach; Wohnende zweigeschossig; Dielentor zugesetzt; störender Anbau am Wirtschaftsgiebel. Errichtet 1827 (i) als Schule der Orte Bülitz und Zeetze. Ehemalige Hofstelle Nr. 17. | 30874560 | [[Vorlage:Bilderwunsch/code!/C:52.927952,11.024571!/D:Nr. 17 (heute: "Nr. 19") , Ehemalige Schule!/\|BW]]           |

## Köhlen

### Gruppen baulicher Anlagen in Köhlen
| Lage                                                            | Bezeichnung                                                                 | Beschreibung | ID       | Bild           |
| --------------------------------------------------------------- | --------------------------------------------------------------------------- | --- | -------- | -------------- |
| Nr. 2, 3, 4, 5, 6, 8, 9, 10, 13, 16 52° 56′ 30″ N, 11° 2′ 47″ O | Gesamter Rundling mit Zufahrt, Dorfplatz und den daran gelegenen Hofstellen | Köhlen zeichnet sich bis heute durch einen ringförmigen Hofwald aus, der sich mit einem dichten Bestand größerer und kleinerer Wirtschaftsgebäude noch auf den Hofplätzen befindet. Die sich in die Bachniederung erstreckenden Hofwiesen sind durch teilweise bewachsene Grenzgräben geschieden, die der Entwässerung auch des Dorfplatzes und der Hofplätze dienen. | 30827852 | Weitere Bilder |

### Einzeldenkmal in Köhlen
| Lage                                 | Bezeichnung                                      | Beschreibung | ID       | Bild |
| ------------------------------------ | ------------------------------------------------ | --- | -------- | ---- |
| Nr. 2 52° 56′ 32″ N, 11° 2′ 48″ O    | Wohn-/Wirtschaftsgebäude                         | Zum Dorfplatz giebelständiges Vierständer - haus in Fachwerk mit Backsteinausfachung und unter Satteldach in Schieferdeckung; Wohnende zweigeschossig. Errichtet 1887 (i). | 30874462 | BW   |
| Nr. 3 52° 56′ 31″ N, 11° 2′ 48″ O    | Wohn-/Wirtschaftsgebäude                         | Zum Dorfplatz giebelständiges Vierständer - haus in Fachwerk mit Backsteinausfachung und unter Satteldach mit Ziegeldeckung. Giebel in engmaschigem Gitterfachwerk. Errichtet 1886 (i). | 39598641 | BW   |
| Nr. 4 52° 56′ 31″ N, 11° 2′ 48″ O    | Wohn-/Wirtschaftsgebäude                         | Zum Dorfplatz giebelständiges Fachwerkgebäude mit Backsteinausfachung; mit ausmittigem Einfahrtstor unter Satteldach in Ziegeldeckung. Errichtet in der zweiten Hälfte des 19. Jahrhunderts, vermutlich 1886/87. | 39598660 | BW   |
| Nr. 5 52° 56′ 30″ N, 11° 2′ 49″ O    | Wohn-/Wirtschaftsgebäude                         | Zum Dorfplatz giebelständiges Vierständerhaus in Fachwerk mit Backsteinausfachung und unter Satteldach in Schieferdeckung; Krüppelwalm am zweigeschossigen Wohnende. Errichtet 1887 (i). | 30874443 | BW   |
| Nr. 6 52° 56′ 30″ N, 11° 2′ 49″ O    | Wohn-/Wirtschaftsgebäude                         | Zum Dorfplatz giebelständiges Vierständerhaus in Fachwerk mit Backsteinausfachung und unter Satteldach in Hohlpfannendeckung; Wohnende zweigeschossig. Errichtet 1887 (i). | 30874424 | BW   |
| Nr. 6 52° 56′ 29″ N, 11° 2′ 51″ O    | rückwärtiges Wirtschaftsgebäude                  | Fachwerkgebäude mit Ankerbalkenzimmerung; unter Satteldach; Gefüge teilweise durch Backsteinmauerwerk ersetzt. Errichtet Anfang des 19. Jahrhunderts. | 30874403 | BW   |
| Nr. 8 52° 56′ 29″ N, 11° 2′ 48″ O    | Wohn-/Wirtschaftsgebäude                         | Zum Dorfplatz giebelständiges Vierständerhaus in Fachwerk mit Backsteinausfachung; unter Satteldach; Wirtschaftsgiebel stark verändert. Errichtet 1794 (i). | 30874331 | BW   |
| Nr. 8 52° 56′ 26″ N, 11° 2′ 50″ O    | rückwärtiges Wirtschaftsgebäude                  | Fachwerkbau mit Ankerbalkenzimmerung und über quadratischem Grundriss; Ausfachungen in Lehmschlag; Satteldach in Falzziegeldeckung. Errichtet in der Mitte des 18. Jahrhunderts, wohl als Backhaus. | 30874310 | BW   |
| Nr. 8 52° 56′ 26″ N, 11° 2′ 48″ O    | Scheune                                          | Großer Vierständerbau in Fachwerk mit Backsteinausfachung; unter Satteldach. Mittige Längseinfahrt. Errichtet 1869 (i). | 39766997 | BW   |
| Nr. 9 52° 56′ 29″ N, 11° 2′ 47″ O    | Wohn- und Wirtschaftsgebäude                     | Zum Dorfplatz giebelständiges Vierständerhaus in Fachwerk mit Backsteinausfachung; westliche Traufe teilweise in Lehmstakung; unter Satteldach. Wirtschaftsgiebel in Gitterfachwerk. Errichtet 1794 (i). | 30874289 | BW   |
| Nr. 9 52° 56′ 27″ N, 11° 2′ 45″ O    | rückwärtige Scheune                              | Fachwerkgebäude mit Backstein- und teilweise Lehmausfachung; unter Satteldach. Ausmittige Längseinfahrt. Errichtet um 1830. | 39598690 | BW   |
| Nr. 10 52° 56′ 29″ N, 11° 2′ 45″ O   | Wirtschaftsteil des Wohn- und Wirtschaftsgebäude | Zum Dorfplatz giebelständiges Vierständerhaus in Fachwerk mit Backsteinausfachung; westliche Traufe in Backsteinmauerwerk ersetzt; Satteldach mit gleicher First- aber am zweigeschossigen Wohnende größerer Traufhöhe. Wirtschaftsgiebel in Gitterfachwerk. Errichtet 1794 (i).                                                                 | 30874270 | BW   |
| Nr. 13 52° 56′ 31″ N, 11° 2′ 46″ O   | Wohn- und Wirtschaftsgebäude                     | Zum Dorfplatz giebelständiges Vierständerhaus in Fachwerk mit Backsteinausfachung; nördliche Traufe in Lehmstakung; unter Satteldach; Wirtschaftsgiebel in engmaschigem Gitterfachwerk; kleiner Fachwerkanbau unter eigenem niedrigerem Satteldach an der Westseite. Errichtet 1794 (i).                                                         | 30874189 | BW   |
| Nr. 13 52° 56′ 31″ N, 11° 2′ 43″ O   | Querscheune                                      | Langgestreckter Wandständerbau mit Hochrähmzimmerung und durchgehälster Ankerbalkenkonstruktion; teils Lehmstakung, teils Backsteinausfachung; Satteldach in Krempziegeldeckung. Errichtet 1795 (i). | 30874168 | BW   |
| ohne Nr. 52° 56′ 32″ N, 11° 2′ 44″ O | Scheune                                          | Vierständerbau in Fachwerk mit Backsteinausfachung; unter Satteldach. Errichtet in der zweiten Hälfte des 19. Jahrhunderts. | 39598719 | BW   |
| Nr. 16 52° 56′ 28″ N, 11° 2′ 33″ O   | Wassermühle mit Wirtschaftshof und Nebengebäuden | Südwestlich des Dorfes am Köhlener Mühlenbach gelegenes zweigeschossiges Fachwerkgebäude mit Backsteinausfachung, unter Satteldach in Ziegeldeckung; straßenseitig vorgebautes zweigeschossiges Wohnhaus aus Fachwerk, unter eigenem Krüppelwalmdach, Erdgeschoss massiv in Backstein. Errichtet im 18. Jahrhundert, Wohnhausanbau wohl um 1900. | 30874111 | BW   |

## Kremlin

### Einzeldenkmal in Kremlin
| Lage                              | Bezeichnung                  | Beschreibung | ID       | Bild |
| --------------------------------- | ---------------------------- | --- | -------- | ---- |
| Nr. 1 52° 57′ 2″ N, 11° 2′ 18″ O  | Wohn- und Wirtschaftsgebäude | Zum Dorfplatz giebelständiges Vierständerhaus in Fachwerk mit Backsteinausfachung; Wohnende zweigeschossig; hier Satteldach in Krempziegeldeckung; Wirtschaftsteil unter Satteldach in Schieferdeckung, Giebel in engmaschigem Gitterfachwerk. Errichtet 1870 (i). | 30874873 | BW   |
| Nr. 1 52° 57′ 1″ N, 11° 2′ 19″ O  | Stall                        | Langgestreckter Backsteinbau. Hoher Kniestock in Fachwerk. Satteldach mit Krempziegeldeckung. Errichtet 1899 (i). | 39598861 | BW   |
| Nr. 1 52° 57′ 0″ N, 11° 2′ 16″ O  | Scheune                      | Vierständerbau in Fachwerk mit Backsteinausfachung, unter Satteldach mit Zementschindeldeckung. Errichtet in der zweiten Hälfte des 19. Jahrhunderts. | 39598876 | BW   |
| Nr. 3 52° 57′ 2″ N, 11° 2′ 18″ O  | Wohn- und Wirtschaftsgebäude | Zum Dorfplatz giebelständiges Fachwerkgebäude in Vierständerkonstruktion mit Backsteinausfachung; sehr hoher Kniestock im Wirtschaftsteil; zweigeschossiges Wohnende; unter Satteldach in Schieferdeckung. Errichtet 1887 (i).                                     | 30874074 | BW   |
| Nr. 6 52° 57′ 3″ N, 11° 2′ 20″ O  | Wohn- und Wirtschaftsgebäude | Zum Dorfplatz giebelständiges Vierständerhaus in Fachwerk mit Backsteinausfachung; unter Satteldach in Krempziegeldeckung. Errichtet 1818 (i). | 30874056 | BW   |
| Nr. 10 52° 57′ 1″ N, 11° 2′ 21″ O | Wohn- und Wirtschaftsgebäude | Zum Dorfplatz giebelständiges Vierständerhaus in Fachwerk mit Backsteinausfachung, östliche Traufe in Lehmstakung; Wirtschaftsteil unter Satteldach in Krempziegeldeckung; zweigeschossiges Wohnende unter jüngerem Satteldach. Errichtet 1804 (i).                | 30874036 | BW   |

## Mammoißel

### Gruppen baulicher Anlagen in Mammoißel
| Lage                                                                              | Bezeichnung                                                             | Beschreibung | ID       | Bild           |
| --------------------------------------------------------------------------------- | ----------------------------------------------------------------------- | --- | -------- | -------------- |
| Nr. 1, 2, 3, 4, 5, 6, 7, 8, 9, 10, 11, 12, 13, 14, 16 52° 56′ 27″ N, 11° 1′ 36″ O | Gesamter Rundling mit Zufahrt, Dorfplatz und daran gelegenen Hofanlagen | Der Baubestand datiert überwiegend in die erste Hälfte des 19. Jahrhunderts mit geringen Resten aus dem 17. und 18. Jahrhundert. Das Rundlingsdorf mit seinen Hofwäldern im Westen und Osten sowie den Hofwiesen in einem geschlossenen Gürtel nimmt bis heute deutlichen Bezug auf die einstigen Gemeinheitsflächen mit dem Weideland des Dorfes in der feuchten Niederung. | 30827873 | Weitere Bilder |

### Einzeldenkmal in Mammoißel
| Lage                               | Bezeichnung                             | Beschreibung | ID       | Bild |
| ---------------------------------- | --------------------------------------- | --- | -------- | ---- |
| Nr. 1 52° 56′ 26″ N, 11° 1′ 34″ O  | Wohn- und Wirtschaftsgebäude ohne Anbau | Zum Dorfplatz giebelständiges Vierständerhaus in Fachwerk mit Backsteinausfachung, unter Satteldach in Krempziegeldeckung. Wirtschaftsgiebel in engmaschigem Gitterfachwerk. Errichtet 1849 (i).                                                                                                | 30873808 | BW   |
| Nr. 2 52° 56′ 27″ N, 11° 1′ 33″ O  | Wohn- und Wirtschaftsgebäude            | Wohl ehemaliges Dreiständerhaus; durch An- und Umbauten stark verändert. Zum Dorfplatz giebelständiger Fachwerkbau mit Backsteinausfachung. Errichtet um 1670. | 30873787 | BW   |
| Nr. 3 52° 56′ 28″ N, 11° 1′ 34″ O  | Wohn- und Wirtschaftsgebäude            | Großes, zum Dorfplatz giebelständiges Wohn-/Wirtschaftsgebäude in Fachwerk mit Backsteinausfachung; wohl durch Umbau eines Vierständerhauses entstanden. Errichtet Ende des 19. Jahrhunderts.                                                                                                   | 30873850 | BW   |
| Nr. 4 52° 56′ 29″ N, 11° 1′ 36″ O  | Wohn- und Wirtschaftsgebäude            | Zum Dorfplatz giebelständiges Vierständerhaus in Fachwerk mit Backsteinausfachung; unter Satteldach. Wirtschaftsgiebel in engmaschigem Gitterfachwerk. Wohnende erweitert. Errichtet 1848 (i).                                                                                                  | 30873829 | BW   |
| Nr. 6 52° 56′ 29″ N, 11° 1′ 38″ O  | Wohn- und Wirtschaftsgebäude            | Zum Dorfplatz giebelständiges Vierständerhaus in Fachwerk mit Backsteinausfachung; unter Satteldach; Wirtschaftsgiebel in engmaschigem Gitterfachwerk, Halbwalm mit Uhlenloch am Wohngiebel. Errichtet 1777 (i).                                                                                | 39599059 | BW   |
| Nr. 6 52° 56′ 30″ N, 11° 1′ 39″ O  | Stall                                   | Fachwerkgebäude mit Backsteinausfachung unter Satteldach. Errichtet Anfang des 19. Jahrhunderts. | 30873747 | BW   |
| Nr. 8 52° 56′ 28″ N, 11° 1′ 39″ O  | Wohn- und Wirtschaftsgebäude            | Zum Dorfplatz giebelständiges Vierständerhaus in Fachwerk; Wirtschaftsgiebel und linke Traufseite mit Ausfachung in Backsteinmauerwerk; rechte Traufseite und Wohngiebel vorwiegend mit Ausfachungen in Lehmstakung; unter Satteldach. Wirtschaftsgiebel in Gitterfachwerk. Errichtet 1801 (i). | 30874350 | BW   |
| Nr. 12 52° 56′ 26″ N, 11° 1′ 36″ O | Wohn- und Wirtschaftsgebäude            | Zum Dorfplatz giebelständiges Vierständerhaus in Fachwerk mit Backsteinausfachung und unter Satteldach in Krempziegeldeckung; dreiachsiges Zwerchhaus in der westlichen Dachfläche. Wirtschaftsgiebel in Gitterfachwerk, Wohnende erweitert. Errichtet 1857 (i).                                | 30873652 | BW   |
| Nr. 13 52° 56′ 23″ N, 11° 1′ 35″ O | Wohn-/Wirtschaftsgebäude                | Querdielenhaus in Fachwerk mit Backsteinausfachung unter ziegelgedecktem Satteldach. Errichtet 1826 (i). | 30873633 | BW   |
| Nr. 14 52° 56′ 23″ N, 11° 1′ 35″ O | Scheune                                 | Zur Straße traufständiges Fachwerkgebäude mit Backsteinausfachung, unter ziegelgedecktem Satteldach. Errichtet als Querscheune in der zweiten Hälfte des 19. Jahrhunderts. | 30873614 | BW   |
| Nr. 16 52° 56′ 23″ N, 11° 1′ 34″ O | Torhaus                                 | Traufständiges Fachwerkgebäude mit Backsteinausfachung; mit großer Toreinfahrt unter Satteldach in Hohlpfannendeckung. Errichtet als Torhaus Mitte des 19. Jahrhunderts. | 30873690 | BW   |

## Püggen

### Einzeldenkmal in Püggen
| Lage                                                  | Bezeichnung                                       | Beschreibung | ID       | Bild |
| ----------------------------------------------------- | ------------------------------------------------- | --- | -------- | ---- |
| Nr. 7 52° 57′ 0″ N, 11° 1′ 12″ O                      | Mühlengebäude                                     | Vermutlich ehemaliges Dreiständerhaus in Fachwerk mit Backsteinausfachung und unter ungleichhüftigem Satteldach; Dielentor zwischenzeitlich zugesetzt, heute rekonstruiert; vollständig zu Wohnzwecken ausgebaut. Errichtet als Mühlengebäude 1651 (i). | 30873230 | BW   |
| Nr. 8 52° 57′ 0″ N, 11° 1′ 13″ O                      | Wohn- und Wirtschaftsgebäude                      | Großes giebelständiges Vierständerhaus in Fachwerk mit weiß geschlämmtem Backsteinausfachungen. Wirtschaftsteil mit hohem Kniestock, Wohnende zweigeschossig. Unter Halbwalmdach. Errichtet 1862 (i), Umbau um 1900.                                    | 39599152 | BW   |
| Nr. 10 52° 57′ 0″ N, 11° 1′ 14″ O                     | Wohn- und Wirtschaftsgebäude                      | Zum Dorfplatz giebelständiges Vierständerhaus in Fachwerk mit Backsteinausfachung und unter Satteldach in Ziegeldeckung. Wirtschaftsgiebel in Gitterfachwerk. Errichtet 1896 (i).                                                                       | 30873463 | BW   |
| Nr. 11 52° 56′ 59″ N, 11° 1′ 15″ O                    | Wohn- und Wirtschaftsgebäude                      | Zum Dorfplatz giebelständiges Vierständerhaus in Fachwerk mit Backsteinausfachung; unter Satteldach; Dielentor durch modernen Fenstereinbau ersetzt; vollständig zu Wohnzwecken ausgebaut. Errichtet 1859 (i).                                          | 30873596 | BW   |
| Nr. 13 52° 57′ 0″ N, 11° 1′ 17″ O                     | Wohn- und Wirtschaftsgebäude                      | Zum Dorfplatz giebelständiger Vierständerbau in Fachwerk mit Backsteinausfachung; unter Satteldach. Errichtet 1869 (i). Umbau des Wirtschaftsteils zu Wohnzwecken 1939 durch Kurt Kofahl.                                                               | 39599179 | BW   |
| Kirchsteig Püggen - Zeetze 52° 56′ 57″ N, 11° 1′ 7″ O | Fußweg auf Damm mit flankierender Baumbepflanzung | Kirchsteig Püggen-Zeetze. Die Ortsangabe bezieht sich auf dem Wegbeginn in Püggen | 30874898 | BW   |

## Steine

### Einzeldenkmal in Steine
| Lage                              | Bezeichnung                  | Beschreibung | ID       | Bild |
| --------------------------------- | ---------------------------- | --- | -------- | ---- |
| Nr. 13 52° 56′ 12″ N, 11° 2′ 3″ O | Wohn- und Wirtschaftsgebäude | Vierständerhaus in Fachwerk mit Backsteinausfachung; unter Satteldach; Halbwalm mit Uhlenloch am Wohngiebel. Errichtet Ende des 1786 (i). | 30873445 | BW   |

## Zargleben

### Gruppen baulicher Anlagen in Zargleben
| Lage                       | Bezeichnung        | Beschreibung | ID       | Bild |
| -------------------------- | ------------------ | --- | -------- | ---- |
| 52° 56′ 28″ N, 11° 1′ 2″ O | Dorfkern Zargleben | Der kleine Rundling Zargleben ist in seiner Parzellenstruktur erhalten. Als bauliche Zeugen der einstigen Hofanlagen dienen die Gebäude der Hofanlagen Nr. 2 und Nr. 3 (ebenso Nr. 3A, das ursprünglich zu Nr. 3 dazugehörte). Erhalten haben sich zwei Hallenhäuser, zwei Scheunen, ein Stallgebäude und ein Speicher aus unterschiedlichen Zeiten zwischen 1808 und 1920. | 30827905 | BW   |

### Einzeldenkmal in Zargleben
| Lage                               | Bezeichnung                  | Beschreibung | ID       | Bild |
| ---------------------------------- | ---------------------------- | --- | -------- | ---- |
| Nr. 2 52° 56′ 28″ N, 11° 1′ 2″ O   | Wohn- und Wirtschaftsgebäude | Kleines Vierständerhaus in Fachwerk mit Backsteinausfachung, unter Satteldach mit Hohlpfannendeckung. Wirtschaftsgiebel in Gitterfachwerk. Wohnende zweigeschossig erweitert. Errichtet 1799 (i).             | 39599313 | BW   |
| Nr. 2 52° 56′ 27″ N, 11° 1′ 0″ O   | Scheune                      | Kalksandsteinbau mit Drempel, straßenseitiges Giebeldreieck mit Drempel in Fachwerk. Hohlpfannengedecktes Satteldach. Errichtet Anfang des 20. Jahrhunderts.                                                  | 44887928 | BW   |
| Nr. 2 52° 56′ 28″ N, 11° 1′ 0″ O   | Stall                        | Zweigeschossiger Kalksandsteinbau unter hohlpfannengedecktem Satteldach. Errichtet Anfang des 20. Jahrhunderts.                                                                                               | 44646521 | BW   |
| Nr. 3 52° 56′ 28″ N, 11° 1′ 1″ O   | Wohn- und Wirtschaftsgebäude | Zum Dorfplatz giebelständiges Vierständerhaus in Fachwerk mit Backsteinausfachung; unter Satteldach. Wirtschaftsgiebel in Gitterfachwerk. Traufseitiges Dach auf Kopfbändern auskragend. Errichtet 1808 (i).  | 30873517 | BW   |
| Nr. 3a 52° 56′ 29″ N, 11° 0′ 59″ O | Speicher                     | Wandständerbau mit Hochrähmzimmerung, durchgehälsten Ankerbalken und Zapfenschloss. Ausfachung mit Lehmstakung. Satteldach mit Krempziegeleindeckung. Errichtet um 1800. Gehörte ehemals zur Hofanlage Nr. 3. | 39599341 | BW   |
| Nr. 3a 52° 56′ 29″ N, 11° 0′ 59″ O | Scheune                      | Fachwerkbau mit Längseinfahrt unter Satteldach mit Falzblechdeckung. Zu Wohnzwecken umgebaut. Errichtet 1830 (i). Gehörte ehemals zur Hofanlage Nr. 3.                                                        | 39599327 | BW   |

## Zeetze

### Gruppen baulicher Anlagen in Zeetze
| Lage                               | Bezeichnung        | Beschreibung | ID       | Bild |
| ---------------------------------- | ------------------ | --- | -------- | ---- |
| Nr. 5 52° 56′ 46″ N, 11° 0′ 53″ O  | Hofanlage          | Die Hofanlage Zeetze Nr. 5 besteht aus einem zum Dorfplatz giebelständigem Hallenhaus mit einem nachträglich angebauten Backhaus, daran anschließend ein langgestrecktes Stallgebäude und eine das Grundstück nach Norden abschließende große Querscheune. | 30829282 | BW   |
| Nr. 11 52° 56′ 44″ N, 11° 0′ 57″ O | Wassermühle Zeetze | Die Anlage der ehemaligen Wassermühle von Zeetze liegt an einem Zufluss des Köhlener Mühlenbachs. Hierzu gehört das Mühlengebäude von 1794 und im südlichen Grundstücksbereich eine große Querscheune.                                                     | 30827925 |      |

### Einzeldenkmal in Zeetze
| Lage                                            | Bezeichnung                  | Beschreibung | ID       | Bild           |
| ----------------------------------------------- | ---------------------------- | --- | -------- | -------------- |
| Westlich des Dorfes 52° 56′ 42″ N, 11° 0′ 47″ O | Kirche                       | Schlichter Saalbau in Feldsteinmauerwerk und unter Walmdach in Hohlpfannendeckung; an der Südseite ein kleiner Eingangsvorbau in Fachwerk mit Backsteinausfachung und unter Satteldach; wuchtiger Westturm in Backsteinmauerwerk, Sockelgeschoss teilweise in Feldsteinmauerwerk; Walmdach in Mönch- und Nonne-Deckung.                                 | 30873305 | Weitere Bilder |
| Nr. 3 52° 56′ 44″ N, 11° 0′ 54″ O               | Wohn- und Wirtschaftsgebäude | Giebelständiges Vierständerhaus in Fachwerk mit Backsteinausfachung und unter Satteldach; Betondachsteindeckung auf der Südseite; Wirtschaftsgiebel in Gitterfachwerk mit leicht vorkragendem Haupt- und Kehlbalken; Dielentor erneuert. Errichtet 1798 (i).                                                                                            | 30873499 | BW             |
| Nr. 5 52° 56′ 44″ N, 11° 0′ 54″ O               | Wohn- und Wirtschaftsgebäude | Zum Dorfplatz giebelständiges Vierständer-Fachwerk-Hallenhaus mit Backsteinausfachung. Satteldach mit Ziegeldeckung; Sockelgeschoss massiv in Backsteinmauerwerk. Wirtschaftsgiebel in Gitterfachwerk. Wohnende mit Drempelgeschoss. Grundschwellen auf Findlingssockel. Errichtet 1863 (i). Östlicher massiver Anbau nach 2006 entfernt.               | 30874937 | BW             |
| Nr. 5 52° 56′ 45″ N, 11° 0′ 52″ O               | Backhaus                     | Am Wohngiebel des Haupthauses angebautes zweigeschossiges Backhaus; Erdgeschoss massiv in Backsteinmauerwerk; Obergeschoss in Fachwerk mit Backsteinausfachung; unter Satteldach. Errichtet Ende des 19. Jahrhunderts. | 30874851 | BW             |
| Nr. 5 52° 56′ 46″ N, 11° 0′ 53″ O               | Stall                        | Langgestrecktes Backsteingebäude unter Satteldach in Hohlpfannendeckung an der westlichen Hofgrenze. Errichtet Anfang des 20. Jahrhunderts. | 30874832 | BW             |
| Nr. 5 52° 56′ 46″ N, 11° 0′ 53″ O               | Scheune                      | Querscheune in Backsteinmauer- und Fachwerk mit Backsteinausfachung; unter Satteldach. Die Scheune bildet die rückwärtige Begrenzung des Wirtschaftshofes. Errichtet Anfang des 20. Jahrhunderts. | 30874813 | BW             |
| Nr. 7 52° 56′ 44″ N, 11° 0′ 51″ O               | Wohn- und Wirtschaftsgebäude | |          | BW             |
| Nr. 9 52° 56′ 42″ N, 11° 0′ 49″ O               | Wohnhaus, ehemalige Schule   | |          | BW             |
| Nr. 11 52° 56′ 45″ N, 11° 0′ 58″ O              | Ehemaliges Mühlengebäude     | Zweigeschossiger Fachwerkbau mit Backsteinausfachungen unter Satteldach in Hohlpfannendeckung; in der östlichen Dachfläche zweigeschossiges schlankes Zwerchhaus mit gleicher Firsthöhe. Nord- und Westfassade teilweise durch Backsteinmauerwerk ersetzt. Reste der sandsteinernen Aufhängung des ehemaligen Mühlenrades erhalten. Errichtet 1794 (i). | 30873408 | BW             |
| Nr. 11 52° 56′ 44″ N, 11° 0′ 57″ O              | Querscheune                  | Traufständiger eingeschossiger Fachwerkbau mit Backsteinausfachungen unter Halbwalmdach in Zementplattendeckung. Zwei Querdurchfahrten und eine Quereinfahrt. Errichtet 1788 (i). | 30873326 | BW             |